# Тыртов, Павел Петрович
Павел Петрович Тыртов (3 (15) июля 1836,Тверская губерния — 4 (17) марта 1903) — русский флотоводец, адмирал, с 1896 года — управляющий Морским министерством и член Государственного Совета. Его младший брат, Сергей Петрович Тыртов — вице-адмирал, командующий Черноморским флотом.
Родился в родовом поместье Миронежье в Тверской губернии в семье отставного подполковника, председателя Новоторжского окружного управления государственных имуществ.

## Послужной список
- 28 апреля 1854 года окончил Морской кадетский корпус, зачислен мичманом в 15-й флотский экипаж с оставлением в офицерском классе корпуса, окончил образование после войны.
- Назначен на корвет «Наварин», с которым вышел в заграничное плавание, однако корабль из-за аварии вернулся в Кронштадт.
- 1854—1859 — служба на Балтике:
  - 1854 — офицер корабля «Вилагош», оборонявшего Кронштадт.
  - 1855 — офицер пароходофрегата «Камчатка» и флаг-офицер при вице-адмирале И. И. фон Шанце.
  - 1856 — офицер корабля «Не тронь меня». Участвовал в боевых действиях против вражеской эскадры в Финском заливе. Награждён бронзовой медалью на андреевской ленте «В память войны 1853—1856».
  - После окончания Офицерского класса произведен 6 июня 1857 года в чин лейтенанта и 1857—1859 годах исполнял должность флаг-офицера при командующем Балтийской эскадрой, плавая на пароходофрегатах «Камчатка» и «Отважный», броненосном корабле «Гангут», канонерских лодках «Стерлядь» и «Чайка».
- 1860—1865 — офицер, затем старший офицер фрегата «Ослябя». Служил в Средиземном море и ходил к берегам Тихого океана и 5 августа 1864 года был награждён орденом Святой Анны III степени.
- 1865—1867 — старший офицер броненосного фрегата «Генерал-адмирал». В мае-августе 1865 года в составе эскадры под командованием генерал-адмирала великого князя Константина Николаевича плавал в Балтийском море до Стокгольма и Копенгагена. 1 января 1866 года произведен в чин капитан-лейтенанта. В 1866-1867 годах на том же фрегате под командованием капитанов 1-го ранга И. И. Бутакова и М. Федоровского перешел из Кронштадта в Средиземное море и обратно. 1 января 1868 года награждён орденом Святого Владимира IV степени, а 27 мая того же года пожалован греческим орденом Спасителя офицерского креста.

1 января 1869 года назначен командиром парусно-винтового клипера «Алмаз» с переводом в 1-й флотский экипаж. 11 марта того же года переведен во 2-й флотский экипаж.
7 апреля 1869 года назначен командиром канонерской лодки «Смерч» с переводом в 6-й флотский экипаж. Во время летних компаний 1869—1871 годов находился в плавании в Балтийском море. 1 января 1870 года награждён орденом Святого Станислава II степени с пожалованием 1 января 1872 года императорской короны к нему.
1 января 1872 года назначен командиром корвета «Аскольд» с переводом во 2-й флотский экипаж, совершил в 1872—1874 годах кругосветное плавание, за что был пожалован орденом Святой Анны II степени. 1 января 1874 года произведен в чин капитана 2-го ранга, а 22 сентября 1877 года в чин капитана 1-го ранга. За сбережение корвета, 26 января 1881 года, разрешено производить прибавочные, по чину, столовые деньги в размере 702 рублей в год.
- 1879—1880 — командир броненосной батареи «Не тронь меня».
- 1880—1881 — командир броненосного фрегата «Князь Пожарский»[4]. Участвовал в походе на Тихий океан, где занимался научными исследованиями. Награждён японским орденом Восходящего солнца.

В 1881—1884 годах командовал броненосным фрегатом «Владимир Мономах.» Участвовал в походах по Балтийскому и Средиземному морям. Награждён в 1882 году орденом Святого Владимира III степени и 1 января 1884 года удостоился Высочайшего благоволения. 15 апреля того же года разрешено сохранить столовые деньги по должности командира судна 1-го ранга в размере 2 тыс. рублей в год.
7 июня 1884 года прикомандирован к 8-му флотскому экипажу и в 1885 году участвовал в работе комиссий по пересмотру Морского устава и морских сигналов, за что 20 мая 1885 года ему было объявлено именное Высочайшее благоволение.
1 января 1886 года назначен исправляющим должность помощника начальника Главного морского штаба, а 13 апреля 1886 года произведен контр-адмиралы с утверждение в занимаемой должности. В 1887 году, подняв флаг на пароходе «Днепр», командовал Шхерным отрядом Практической эскадры Балтийского моря. В 1888 году был награждён германским орденом Короны II степени со звездой. В 1889 году, на броненосце «Пётр Великий», крейсере «Азия», пароходах «Работник», «Ильмень» и шхуне «Славянка», в должности младшего флагмана практической эскадры, крейсировал в Финском заливе. Награждён орденом Святого Станислава I степени.
В 1890 году участвовал в работе комиссии по преобразованию управления морским ведомством, за что 1 апреля удостоился Высочайшего благоволения. 2 июля 1890 года за труды по разработке положения об Амударьинской флотилии объявлено Монаршее благоволение.
8 сентября 1891 года назначен начальником эскадры Тихого океана. Держа флаг на крейсерах «Память Азова», «Дмитрий Донской», «Витязь» и канонерской лодке «Бобр» крейсировал у берегов Китая и Японии. В 1892 году был назначен исправляющим должность старшего флагмана и награждён орденом Святой Анны I степени. 30 августа 1892 года произведен в чин вице-адмирала. В 1893 году награждён японским орденом Восходящего солнца I класса.
В 1893 году — начальник Главного управления кораблестроения и снабжения и председатель Комитета Добровольного флота. В 1894 году награждён орденом Святого Владимира II степени.
13 июля 1896 года назначен управляющим Морским министерством и членом Государственного Совета.
6 декабря 1896 года был избран почётным членом конференции Николаевской морской академии и награждён орденом Белого орла, а в следующем году был пожалован австрийским орденом Леопольда большого креста, французским орденом Почётного легиона и прусским орденом Красного орла I класса.
6 декабря 1901 года произведен в чин адмирала, а 14 апреля 1902 года назначен генерал-адъютантом.
Скоропостижно скончался 4 марта 1903 года. Похоронен в Исидоровской церкви Александро-Невской лавры

## Награды
- Орден Святой Анны 3-й степени (5 августа 1864)
- Орден Святого Владимира 4-й степени (1 января 1868)
- Орден Святого Станислава 2-й степени (1 января 1870)
- Императорская корона к ордену Святого Станислава 2-й степени (1 января 1872)
- Орден Святой Анны 2-й степени (1 января 1875)
- Орден Святого Владимира 3-й степени (1 января 1882)
- Орден Святого Станислава 1-й степени (1 января 1889)
- Орден Святой Анны 1-й степени (1 января 1892)
- Орден Святого Владимира 2-й степени (6 декабря 1894)
- Орден Белого орла (14 мая 1896)
- Орден Святого Александра Невского (6 декабря 1899)
- Знак отличия беспорочной службы за XL лет (22 августа 1895)

Иностранные:
- Японский орден Восходящего солнца 1-й степени (1893)
- Австрийский орден Леопольда, большой крест (1897)
- Французский орден Почётного легиона, большой крест (1897)[5]
- Прусский орден Красного орла 1-й степени (1899)

## Памятные названия
В честь П. П. Тыртова названы:
- Мыс Тыртова (ныне Пэгандан) в Японском море (полуостров Корея, 39°36′ с.ш., 127°35′ в.д.). Обследован в 1893 году экипажем корвета «Витязь»[6].
- Бухта Тыртова на Новой Земле (обследована в 1901—1902 гг. экспедицией художника А. А. Борисова, тогда же присвоено название бухте)[6].
- Остров Тыртова в Карском море, архипелаг Норденшельда. Открыт и нанесен на карту полярной экспедицией 1900—1903 гг[6].

## Семья
- Жена: Мария Львовна (06.04.1848 — 28.04.1894) — похоронена в Исидоровской церкви Александро-Невской лавры.
- Дочь: Мария Павловна (1869—?).